# Antonio Martín Hernández Hernández
Antonio Martín Hernández Hernández, més conegut com a Toño (Las Palmas de Gran Canària, Illes Canàries, 14 d'agost de 1962) és un futbolista canari, ja retirat, que jugava com a defensa. Posteriorment ha continuat en el món del futbol com a entrenador i assistent. Toño és el segon jugador que més partits ha jugat en la història del CD Tenerife.

## Trajectòria
S'inicia en un modest equip canari, el Cruzado, abans d'entrar al planter de la UD Las Palmas, però quan encara està en juvenils, passa al gran rival de les Canàries, el CD Tenerife.
Puja al primer equip en la campanya 83/84, en un moment difícil per al club, que arriba a caure a la Segona Divisió B. Després que recuperaren la categoria d'argent a la 86/87 i pujaren a Primera Divisió en la 89/90, Toño va ser una peça essèncial en la consolidació del Tenerife en la màxima categoria, fins a arribar a ocupar llocs de competició europea a mitjans del 90. Va ser titular des dels inicis fins a la campanya 93/94, on Carlos Aguilera li va llevar la titularitat.
Llevat del Tenerife, Toño només va disputar un partit de la 1991-92 amb el Reial Valladolid, per retornar de seguida al club canari (on va jugar els 37 partits restants de la temporada), i el 1995 quan deixa la disciplina chicharrera per jugar un any en el Granada CF abans de la seua retirada.

## Com entrenador
La carrera de Toño en l'apartat tècnic ha estat estretament lligada al CD Tenerife, on ha dirigit al juvenil i ha actuat en segon entrenador en nombroses ocasions. A la 2006/2007, després de l'acomiadament de Casuco, va estar al front de l'equip canari, fins a l'arribada de José Luis Oltra.